# Phintella aequipes minor
Phintella aequipes là một phân loài nhện trong họ Salticidae.
Loài này thuộc chi Phintella. Phintella aequipes minor được Roger de Lessert miêu tả năm 1925.